# BBC WM

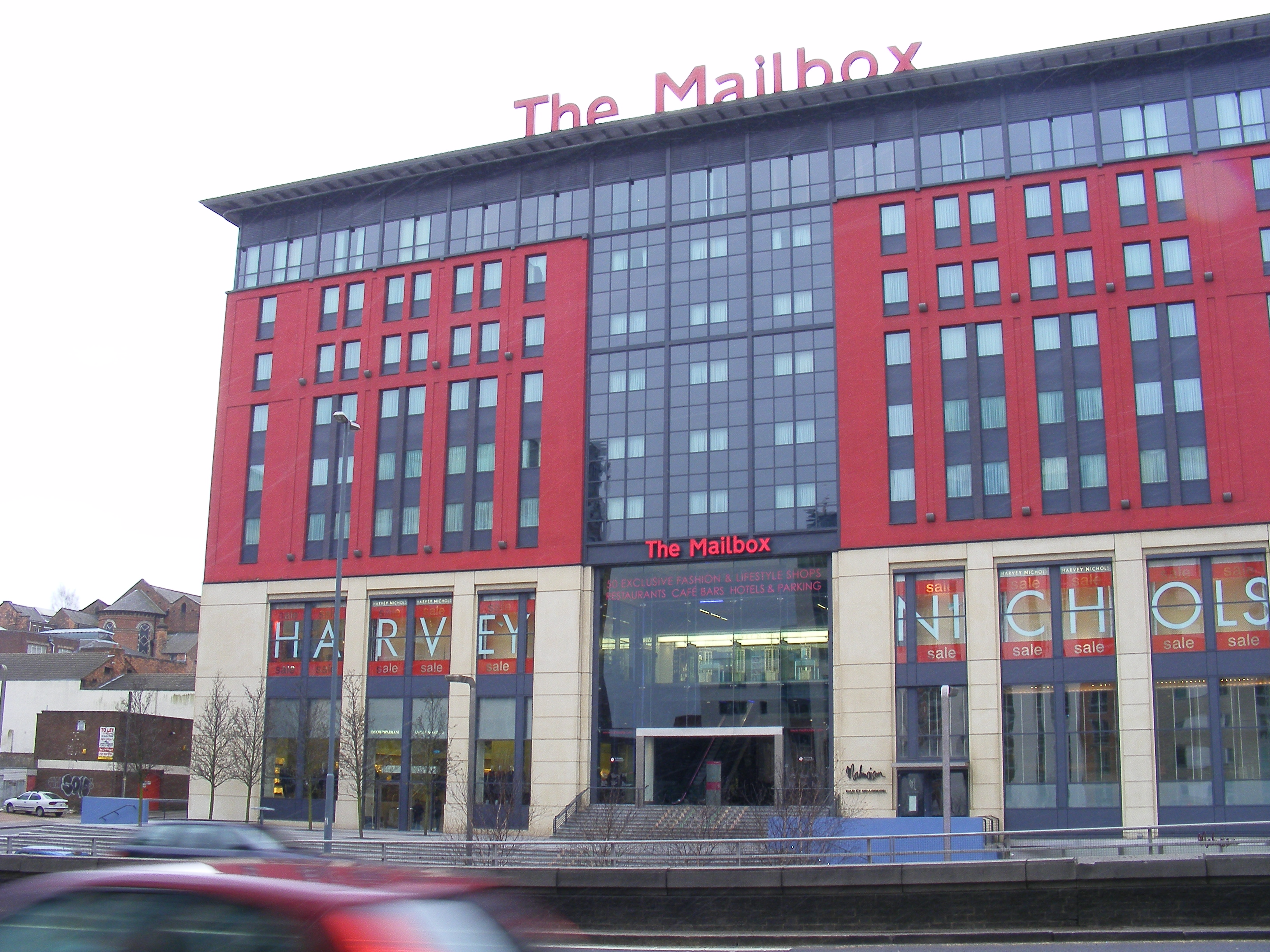
Kompleks The Mailbox, siedziba stacji

BBC WM – brytyjska stacja radiowa należąca do publicznego nadawcy radiowo-telewizyjnego BBC i pełniąca w jego sieci rolę stacji lokalnej dla hrabstwa West Midlands oraz sąsiadujących z nim rejonów hrabstw Staffordshire, Worcestershire i Warwickshire. Została uruchomiona 9 listopada 1970, obecnie jest dostępna w analogowym i cyfrowym przekazie naziemnym oraz w Internecie.
Siedzibą stacji jest ośrodek BBC zlokalizowany na terenie The Mailbox, centrum mieszkaniowo-biurowo-usługowego w Birmingham. Miejsce to stanowi również jedną z siedzib BBC Asian Network. Oprócz produkowanych audycji własnych stacja nadaje również wspólny magazyn wszystkich angielskich stacji lokalnych BBC, koordynowany przez BBC Radio Leeds, oraz nocny program ogólnokrajowego BBC Radio 5 Live.